# County Derry Air
County Derry Air is een compositie van Percy Aldridge Grainger. Het is losjes gebaseerd op Londonderry Air. Dat stuk bewerkte Grainger al eerder tot Irish Tune from County Derry, maar kwam in 1920 met een geheel nieuwe versie. De versie County Derry Air is een air vol chromatiek en contrapunt. De compositie is geschreven voor een tekstloos tweestemmig dameskoor (mannenkoor ad lib), harmonium en orkest. Het orkest kan daarbij ineengekrompen worden tot maar drie instrumentalisten tot een militair orkest of groot symfonieorkest.

## Discografie
- Uitgave Chandos: Joyful Company of Singers, City of London Sinfonia o.l.v. Richard Hickox